# Kotorska biskupija
Kotorska biskupija je biskupija čije se sjedište nalazi u Kotoru u Crnoj Gori. U crkveno-pravnom pogledu podređena je Splitsko-makarskoj metropoliji. Zaštitnik Kotorske biskupije je Sv. Tripun mučenik.

## Povijest
Prvi spomen kotorskog biskupa datira s Nicejskog sabora iz 787. godine. Kotorski biskup spominje se i u aktima splitskih crkvenih sabora iz 925. i 928. godine.
Godine 1025. biskupija se u buli pape Aleksandra II. navodi kao sufragan nadbiskupije Canosa-Bari. Godine 1067. podvrgnuta je dukljansko-barskom metropolitu, 1078. dubrovačkom, a 1089. opet dukljensko-barskom. Od 1172. nalazi se nalazi se u sastavu metropolije Canosa-Bari. U sastavu te metropolije ostaje do 1828. godine kada je podređena Zadarskoj nadbiskupiji u čijem sastavu je do 1932. godine.
U razdoblju 1932. – 1969. podređena je izravno Svetoj Stolici, a od reforme iz 1969. sufragan je splitske metropolije.

## Šematizam župa
U biskupiji su četiri dekanata, 26 župa i tri podžupe. U Kotorskom dekanatu su župe Kotor (sv. Tripun, prvostolna i župna crkva), Bogdašići (sv. Petar ap.), Dobrota (sv. Matej ap.), Dobrota (sv. Eustahije), Dobrota-Ljuta (podžupa., crkva sv. Petra ap.), Muo (BDM Pomoćnica kršćana), Prčanj (Rođenje BDM), Donji Stoliv (Ime Marijino), Gornji Stoliv (sv. Ilija pror.), Škaljari (Gospa od Snijega). U Budvanskom dekanatu su župe Brca (podžupa, sv. Andrija ap.), Budva (sv. Ivan Krstitelj), Petrovac (sv. Vid muč.), Sušanj (Rođenje BDM) i Sutomore (sv. Marija). U Hercegnovskom dekanatu su župe Bogišići-Krtole (sv. Ivan Krstitelj), Herceg Novi (sv. Jeronim), Krašići (sv. Nikola bisk.), Pokrivenik (podžupa, sv. Nikola bisk.) i Rose (Gospa od Karmela). U Peraškom dekanatu su župe Perast (sv. Nikola biskup.), Donja Lastva (sv. Rok), Gornja Lastva (Rođenje BDM), Đurići (sv. Ana), Kostanjica (sv. Ivan Krstitelj), Lepetane (sv. Antun Padovanski), Risan (sv. Mihovil arkanđeo) i Tivat (sv. Antun Padovanski).
██ Položaj biskupije
U biskupiji djeluje sedam redovničkih zajednica, tri muške s trojicom članove te četiri ženske s dvadeset i osam članica. Trinaese je dijecezanskih svećenika, četiri su dijecezanska bogoslova. Tri su vjerske udruge, zajednice i pokreti: Kursiljo, Schönstadt, Neokatekumeni. 145 je crkava i kapela, od kojih su neke ruševne. Vjernika je oko deset tisuća (10.000).

## Popis kotorskih biskupa
- Ivan I. (325. – ?)
- Ivan II. (649. – ?)
- Ivan III. (787. – ?)
- Kanaz (1010. – ?)
- Galancije de Andriaco (11. st.)
- Pavao (o. 451. – ?)
- Grimoald (1090. – ?)
- Urzacije I. (do 1115.)
- Kristofor (do 1115.)
- Urzacije II. (o. 1122./1124.)
- Nicefor I. (prije 1141. – najkasnije do 1153.)
- Malon  (1154. – najkasnije do 1166.)
- Nicefor II. (o. 1170. – 1178.)
- Mario (1179. – ?)
- Bukija (Buskije) (prije 1181. – najkasnije do 1191.)
- Bocinus (o. 1187. – ?)
- Leon Mihael (o. 1200. – o. 1205.)
- Leon Sergije (o. 1205. – 1215./1219.)
- Blaž (o. 1217., prije 1220. – najkasnije do 1239./1240.)
- Deodat (o. 1247.)
- Donat Kentiberije (prije 1249. – 1254./1255.)
- Ivan III. (1254. – ?)
- Marko (ili Mario) (o. 1260. – najkasnije do 1271.)
- Dujam I. (1280. – o. 1326./1328.)
- Melikijaka Darsa (o. 1327.)
- Pomponije (o. 1328.)
- Sergije II. (10. listopada 1328. – 15. travnja 1331., postavljen biskupom pulskim)
- Rajmund Agonti de Clareto, OCD (15. travnja 1331. – 17. kolovoza 1334., postaje biskup Biskupije Melfi-Rapolla-Venosa)
- Toma iz Ripatransonea, OP (17. kolovoza 1334. – 1343., razriješen službe)
- Sergije III. (27. listopada 1343. – ?)
- Bartolomej I. (14. srpnja 1348. – 30. siječnja 1349., postavljen trogirskim biskupom)
- Adam Akvitanski (1349. – 31. srpnja 1352.)
- Dujam II., OFM (25. listopada 1352. – o. 1368.)
- Stjepan I. de Nigris (1369. – 1374.)
- Bernard I. (29. travnja 1374. – ?)
- Ivan IV. (1375. – ?)
- Bartolomej II. Vanni, OESA (1388. – 5. veljače 1395., imenovan biskupom Biskupije Teano-Calvi)
- Nikola Drago (o. 1397. )
- Dionizije (1400. – ?)
- Antun iz Bitonta, OSB (10. veljače 1410. – o. 1421.)
- Rajmund II. iz Viterba, OFM (13. kolovoza 1421. – ?)
- Franjo iz Pavone (2. listopada 1422. – 14. svibnja 1425., imenovan biskupom Biskupije Argo)
- Sekund Nani (14. svibnja 1425. – 1428./1429.)
- Martin Contarini de Bernardis (10. srpnja 1430. – 19. studenoga 1453., postao biskup Biskupije Treviso)
- Bernard II. iz Venecije (21. studenoga 1453. – 1457. )
- Anđelo Faseoli (Fasolo) (16. veljače 1457. – 7. studenoga 1459., postao biskup Biskupije Modone)
- Marko II. de Nigri (Negro) (7. studenoga 1459. – 29. ožujka 1471. postao biskup Biskupije Ossero)
- Antun iz Paga (29. ožujka 1471. – ?)
- Petar Brut (o. 1471. – 1493.)
- Ivan V. Chericato (Chieregati) (16. kolovoza 1493. – 1513./1514.)
- Tripun Bizanti (Trifone de Bisanti) (1513. / 12. svibnja 1514. – 1540.)
- Luka Bizanti (Luca de Bisanti) (1540. – 1565., razriješen službe)
- Pavao Bizanti (Paolo de Bisanti) (12. listopada 1565. – 1575., razriješen službe)
- Franjo Župan, OFM Conv. (21. studenoga 1578. – 1581.)
- Jerolim Buća (Girolamo Bucchia) (20. listopada 1581. – 1603.)
- Angelo Baroni, OP (11. veljače 1604. – 31. kolovoza 1611., imenovan biskupom Biskupije Chioggia)
- Girolamo Rusca, OP (5. prosinca 1611. – 29. travnja 1620., imenovan biskupom Biskupije Capodistria)
- Giuseppe Pamphili (15. lipnja 1620. – 1622.)
- Vincenzo Bucchia (Buschio) (5. prosinca 1622. – 1655.)
- Ivan Antun Zborovac (Zboronac) (24. lipnja 1656. – 1688., razriješen službe)
- Marin Drago (Marino Drago) (31. svibnja 1688. – 3. listopada 1708., imenovan korčulanskim biskupom)
- Nikola Bijanković (apostolski administrator 1708. – 1709.)
- Franjo Parčić, OP (6. svibnja 1709. – svibanj 1715. )
- Simone Gritti (30. ožujka 1716. – 25. svibnja 1718., imenovan biskupom Biskupije Frosinone-Veroli-Ferentino)
- Giacinto Zanobetti, OP (27. lipnja 1718. – 10. kolovoza 1742.)
- Vinko Drago (Vincenzo Drago) (15. lipnja 1743. – 2. kolovoza 1744.)
- Giovanni Antonio Castelli (7. rujna 1744. – 29. svibnja 1761., razriješen službe)
- Stefano dell'Oglio (19. travnja 1762. – 24. lipnja 1788. )
- Giovanni Martino Bernardoni Baccolo  (30. ožujka 1789. – 5. lipnja 1793., razriješen službe)
- Mihovil Matej Spalatin  (12. rujna 1794. – 27. lipnja 1796., imenovan šibenskim biskupom)
- Franjo Petar Rakamarić (27. lipnja 1796. – 20. lipnja 1801., imenovan biskupom Biskupije Ossero)
- Markantun Gregorina (28. rujna 1801. – 9. lipnja 1815.)
- Stjepan Pavlović-Lučić (28. siječnja 1828. – 2. ožujka 1853.)
- Dr. Vicencije Žubranić (7. travnja 1854. – 19. srpnja 1856., postao dubrovački biskup)
- Marko Kalogjera (19. lipnja 1856. – 29. listopada 1866., postao splitsko-makarski nadbiskup)
- Juraj Markić (22. lipnja 1868. – 1879.)
- Dr. Kazimir Forlani (12. svibnja 1879. – 1887.)
- Tripun Radoničić (1888. – 1895.)
- Josip Marčelić (1892. – 1894.)
- Frano Uccellini (18. lipnja 1895. – 4. srpnja 1937.)
- Dr. Pavao Butorac (5. siječnja 1938. – 22. studenoga 1950.), imenovan dubrovačkim biskupom)
- Gracija Ivanović (apost. administrator 1950. – 1981.)
- Marko Perić (29. travnja 1981. – 5. srpnja 1983.)
- Ivo Gugić (22. studenoga 1983. – 11. ožujka 1996., umirovljen)
- Ilija Janjić (11. ožujka 1996. – 28. rujna 2019., umirovljen)
- Rrok Gjonlleshaj (apost. administrator 28. rujna 2019. – 27. travnja 2021.)
- Ivan Štironja (27. travnja 2021. – 31. siječnja 2023.)
- Rrok Gjonlleshaj (apost. administrator 18. ožujka 2023. – 23. studenog 2024.)
- Mladen Vukšić (23. studenog 2024. – danas)

## Vanjske poveznice
- Službene stranice Kotorske biskupije
- Catholic-Hierarchy Kotor (Cattaro) (Diocese)
- GCatholic.org Diocese of Kotor, Montenegro